# Ивановка (Теренкольский район)
Ивановка (каз. Ивановка) — село в Теренкольском районе Павлодарской области Казахстана. Расположено в 132 км к северо-западу от областного центра — Павлодара и в 22 км к северо-востоку от районного центра — села Теренколь. Административный центр Ивановского сельского округа. Код КАТО — 554849100.

## История
Село Ивановка было основано в 1906 году на урочище Саудагер в бывшей Песчаной волости Павлодарского уезда.
Село было центральной усадьбой бывшего мясомолочного совхоза «Качирский», созданного в 1954 году на базе колхоза «Первый луч». В 1962 году был создан совхоз «Ивановский», преобразованный в 1978 году в Качирское райспецхозобъединение (РСХО). В 1988 году РСХО было вновь преобразовано в совхоз «Качирский».

## Население
В 1985 году в селе проживало 975 человек. В 1999 году население села составляло 990 человек (474 мужчины и 516 женщин). По данным переписи 2009 года, в селе проживало 726 человек (360 мужчин и 366 женщин).